# Soyuz MS-02
Soyuz MS-02 es un vuelo espacial del Soyuz que fue planeado para el 23 de septiembre de 2016, pero que debido a dificultades técnicas se lanzó el 19 de octubre de 2016. Transportó a tres miembros de los tripulación de la Expedición 49 de la Estación Espacial Internacional. La nave MS-02 fue el vuelo N° 131 de una nave Soyuz tripulada. La tripulación se compuso del comandante y un ingeniero de vuelo rusos, así como un ingeniero de vuelo estadounidense.

## Tripulantes
| Puesto               | Miembros de la tripulación                                   | Miembros de la tripulación                                   |
| -------------------- | ------------------------------------------------------------ | ------------------------------------------------------------ |
| Comandante           | Sergey Nikolayevich Ryzhikov, RSA Expedición 49 Primer vuelo | Sergey Nikolayevich Ryzhikov, RSA Expedición 49 Primer vuelo |
| Ingeniero de Vuelo 1 | Andrei Borisenko, RSA Expedición 49 Segundo vuelo            | Andrei Borisenko, RSA Expedición 49 Segundo vuelo            |
| Ingeniero de Vuelo 2 | Robert S. Kimbrough, NASA Expedición 49 Segundo vuelo        | Robert S. Kimbrough, NASA Expedición 49 Segundo vuelo        |